# Теодор Квандт
Теодор Квандт (нім. Theodor Quandt; 22 червня 1897 — 6 червня 1940) — німецький льотчик-ас, майор люфтваффе.

## Біографія
3 серпня 1914 року вступив у 43-й піхотний полк, а потім, згідно з рапортами, в 20-му артилерійському полку. Учасник Танненбергської битви та інших боїв на Східному фронті, а в 1916 році був переведений на Західний фронт. Перевівся в авіацію 1 липня 1916 року, проходив льотну підготовку в Гальберштадті і Ганновері. 1 січня 1917 року прибув в FA (A) 270 і залишався там до 1 квітня, коли його перевели в Jasta 36, без звичайного для таких випадків проходження Jastaschule. Проходив підготовку в Jasta 36 і літав в її складі до 24 грудня, коли очолив Jasta 53. 21 серпня 1918 року повернувся в свою стару винищувальну ескадрилью, але вже на посаду командира. Всього за час бойових дій здобув 15 повітряних перемог (включаючи 2 аеростати), з них 7 здобув у останні 3 місяці війни.
Квандт знову служив своїй країні в Другу світову війну. Під час Французької кампанії, літаючи на Messerschmitt Bf 109 з JG 3, німецький ас був збитий французькими винищувачами і загинув.

## Нагороди
- Залізний хрест 2-го і 1-го класу
- Королівський орден дому Гогенцоллернів, лицарський хрест з мечами (10 травня 1918)
- Почесний хрест ветерана війни з мечами